# Lutherkirche (Kändler)

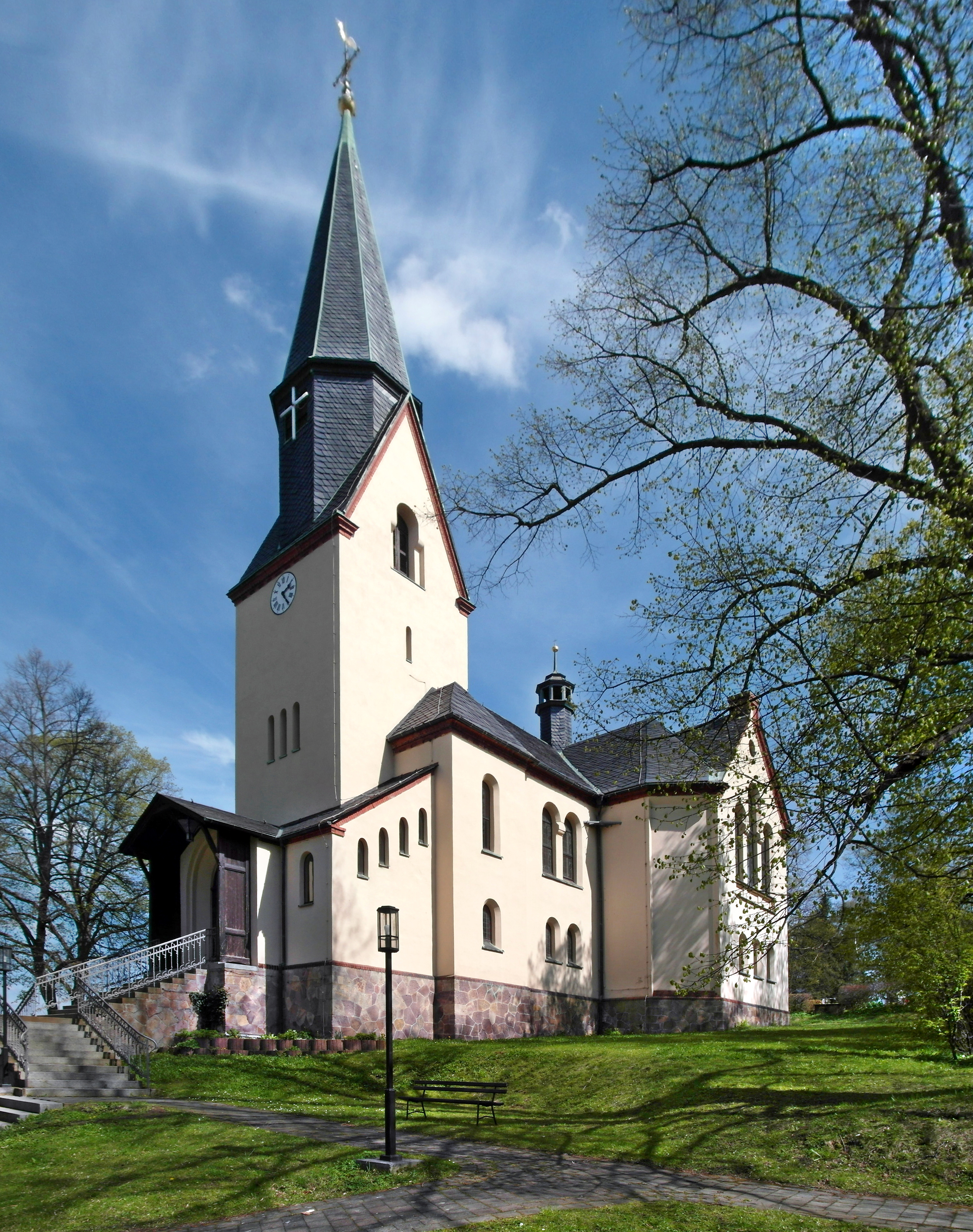
Lutherkirche Kändler

Die Lutherkirche ist die evangelisch-lutherische Gemeindekirche von Kändler, einem Ortsteil von Limbach-Oberfrohna im sächsischen Landkreis Zwickau.

## Geschichte
Mit der Entwicklung der Textilindustrie und dem damit verbundenen Bevölkerungswachstum entstand in Kändler um die Wende zum 20. Jahrhundert das Bedürfnis nach einem eigenen Kirchenbau. Die Grundsteinlegung fand am 29. Juli 1901, die Einweihung am 27. Oktober 1902 statt. Der nach Entwurf von Paul Lange aus Leipzig errichtete späthistoristische Kirchenbau stellt einen über Granitsockel ausgeführten kreuzförmigen Saalbau in Anlehnung an romanische Bauformen dar. Der westriegelartige, mit hohem, helmbekrönten Dachreiteraufsatz abgeschlossene Turmbau wird seitlich durch die Treppenaufgänge zur Empore eingefasst.
Um 1970 wurde die Kirche in ihrem Innern purifiziert und dabei die originale Jugendstil-Ausmalung entfernt.

## Ausstattung
Noch vor Beginn der Bauarbeiten hatte die Gemeinde drei Glocken aus der Loschwitzer Kirche erworben, die am 1. März 1900 zunächst in einem provisorisch auf dem Friedhof errichteten hölzernen Turm aufgehängt und am 24. Juli 1902 in den vollendeten Kirchturm übertragen wurden, aber bereits 1917 im Zuge der Glockenabgabe im Ersten Weltkrieg abgeliefert werden mussten. Als Ersatz wurden 1920 drei Gussstahlglocken der Glockengießerei C. Albert Bierling in Dresden erworben, die am 24. Mai 1925 aufgehängt wurden. Von diesen wurden die beiden größten 1941 zu Rüstungszwecken eingeschmolzen, erst 1977 konnte wieder eine zweite, 2002 eine dritte Glocke angeschafft werden. Die Orgel mit 15 Registern auf zwei Manualen und Pedal schuf der Rochlitzer Orgelbauer Paul Schmeisser.
Die 1902 von Richard Ulbricht gestifteten Glasfenster des Altarraums, deren mittleres die Bergpredigt und deren seitliche die vier Evangelisten, darunter jeweils die Lutherrose, zeigen, wurden (nach Kriegszerstörung 1944) bis 1997 durch Wolfgang Kämpfe aus Hohenstein-Ernstthal rekonstruiert.